# Sinagoga Lendava
Sinagoga Lendava je zgradba na Spodnji ulici 5 v Lendavi. Poleg sinagoge v Mariboru je ena izmed dveh še ohranjenih judovskih sinagog v Sloveniji.

## Judje v Lendavi
Na slovenskem narodnostnem ozemlju srečujemo Jude od 12. stoletja naprej. V preteklosti srednjeveške Evrope so Judje odigrali izjemno pomembno gospodarsko in kulturno vlogo, pripomogli so k njenemu napredku in sooblikovali njeno podobo. Sinagoga je (bila) versko, duhovno in kulturno središče judovske skupnosti.
Prvi Judje so se na širšem območju Lendave začeli naseljevati v začetku 18. stoletja, njihovo število pa je proti koncu stoletja začelo postopoma naraščati. V cenzusu iz leta 1773 je bila v naselju ena judovska družina s šestimi člani. Leta 1831 je bilo judovskih prebivalcev 62. Na prehodu iz 19. v 20. stoletje je bila judovska skupnost v Lendavi na vrhuncu s 200 do 400 prebivalci, kar je predstavljalo 9% celotnega prebivalstva v mestu.
Prva judovska verska skupnost se je v Lendavi formirala v drugi polovici 18. stoletja, ko je bilo v mestu večje število judovskih prebivalcev. K tej skupnosti so sodila tudi okoliška naselja Trimlini, Petišovci, Dolina pri Lendavi, Banuta, Mostje in Dolga vas ter Nova in Letina, ki sta danes na Madžarskem.
Cesar Franc Jožef I. je leta 1850 odobril gradnjo judovske šole v Lendavi. Prvi učitelj je bil Emmanuel Lustig iz Velike Kaniže. Šola je delovala do leta 1921, zatem tem so judovski otroci obiskovali lokalno osnovno šolo, hebrejščine pa jih je učil rabin.
Lendavski Judje so aktivno sodelovali v industrijskem in kulturnem razvoju mesta. Sprva so bili trgovci, preprodajalci in izdelovalci alkoholnih pijač, zaradi rasti populacije pa so se podali tudi v druge poklice, na primer med obrtnike, zdravnike, veterinarje, učitelje, odvetnike in uradnike. Ustanovili so tudi prvo hranilnico v mestu, bralni krožek, Društvo judovskih žena, ansambel in pevski zbor. V Lendavi se je leta 1858 rodil tudi znani judovski kipar György Zala, ki je najbolj znan po izdelavi osrednjega spomenika na Trgu herojev v Budimpešti, imenovanega Tisočletni spomenik.
Med drugo svetovno vojno so vse Jude iz Lendave 26. aprila 1944 zbrali v tamkajšnji sinagogi. 57 judovskih družin so s tovornjakom odpeljali v Čakovec, nato pa jih je gestapo poslal v Veliko Kanižo, od koder so bili poslani v koncentracijsko taborišče Auschwitz. Vojno je preživelo 23 lendavskih Judov, ki so zaradi nacionalizacije ostali brez premoženja in večina se jih je nato preselila v tujino, predvsem na Madžarsko, v Izrael in Veliko Britanijo.

## Sinagoga
Prvo judovsko molilnico v Lendavi so v drugi polovici 18. stoletja uredili v zadnji sobi gostišča Bódog Weisz, danes na Glavni ulici 32. Imeli so dva aktivna rabina po imenih Jicak in Juda. Leta 1837 je bila uradno ustanovljena judovska skupnost v Lendavi in takrat so molilnico preselili v zadnjo sobo gostišča na Spodnji ulici. Prostora je bilo za 30 moških in 20 žensk. Leta 1943 so se preselili v zidano stavbo na Spodnji ulici 5.
Leta 1866, v času rabina Mojzesa Schacherlesza, so začeli v Lendavi graditi novo sinagogo. V novo zgradbo so deloma vključili tudi staro zidano stavbo, v kateri so opravljali obrede. Nova sinagoga naj bi imela prostora za 80 moških in 60 žensk, ker bi pomenilo, da bi bila ena manjših sinagog na Ogrskem, oziroma od 1867 ogrskem delu Avstro-Ogrske monarhije.
Lendavska sinagoga je preprosta stavba, velika 9 x 17 metrov. Na tako velikost so stavbo razširili med obnovo leta 1907, ko so ji dodali predsobo s stopniščem. Sinagoga ima štirikapno streho. Ob izgradnji je izstopala med okoliškimi enonadstropnimi hišami zaradi svoje višine in volumna. Na južni in zahodni strani so zgradili obokana, na vzhodni pa polkrožna okna. Galerijo za ženske na zahodni in ob obeh daljših stranicah podpira šest stebrov.
Leta 1944 je bila sinagoga skoraj povsem uničena. Ostalo je samo šest železnih korintskih stebrov. Miza za branje Tore bima in sveta skrinja za shranjevanje Tore aron ha-kodeš se nista ohranila, saj je bila stavba po vojni zanemarjena in uporabljena kot skladišče. V zahodni steni so za lažji dostop v skladišče zgradili dodaten vhod. Ustna pričevanja pravijo, da je na mestu novega vhoda stal aron ha-kodeš, nad njim pa je bilo barvito polkrožno okno. Pod oknom sta bili na steni tudi dve plošči z desetimi zapovedmi, pred katerimi je gorela večna luč ner tamid. Bima je stala za temno rdečo žametno zaveso. Na vsaki strani bime sta bila vzidana stola, eden za rabina in eden za asistenta.
Sinagogo so začeli prenavljati leta 1992, dela pa so trajala do leta 2002, podobno kot pri prenovi Sinagoge Maribor, edine druge ohranjene sinagoge v Sloveniji. Okenske odprtine so spremenili in rekonstruirali notranjost. Danes ima sinagoga, ki je pomemben kulturno-zgodovinski objekt, funkcijo kulturnega centra, kjer se organizirajo razstave in prireditve na temo judovske kulture. V stavbi je v sklopu galerije urejena stalna razstava z naslovom »Zgodovina dolnjelendavskih Židov«. Leta 2014, ob 70. obletnici deportacije Judov iz Lendave, je sinagoga prejela ploščo z napisom Slovenski muzej holokavsta.

## Galerija
- Notranjost
- Notranjost
- Sinagoga
- Judovsko pokopališče